# 20336 Gretamills
A 20336 Gretamills (ideiglenes jelöléssel 1998 HY61) a Naprendszer kisbolygóövében található aszteroida. A LINEAR projekt keretében fedezték fel 1998. április 21-én.